# Олігосапроби
Олігосапроби — організми, що заселюють чисту воду або повітря, що можуть бути лише злегка забрудненими органічною матерією. У такій воді переважають окисно-відновні реакції, що призводить до підвищення рівня розчиненого кисню. Серед азатовмісних сполук у воді можуть бути присутні нітрати, наявна мала кількість карбонатної кислоти та цілком відсутній сірководень. Олігосапробні середовища є водними середовищами, багатими на розчинений кисень та (відносно) позбавлені розкладеної органічної матерії.
До олгісапробних організмів належать деякі зелені та діатомові водорості, покритонасінні (наприклад, латаття біле), деякі коловертки, мохуватки, губки, м'якуни роду тригранка, гіллястовусі (дафніди, бітотрефи), різнокрилі, личинки одноденок, стерляді, пструги, міннови та Тритони. До олігоспробів також належать деякі сапрофіти, зокрема бактерії (сотні на 1 см³ води) та організми, якими живляться бактерії. Термін «олігосапроби» зазвичай використовуються лише для прісноводних організмів.